# Siikais
Siikais (finska: Siikainen) är en kommun i landskapet Satakunta i Finland. Siikais kommuns folkmängd uppgår till cirka 1 352 invånare, och den totala arealen utgörs av 491,34 km².
Folkmängden i tätorten Siikais kyrkoby uppgick den 31 december 2012 till 504  invånare, landarealen utgjordes av 2,04  km² och folktätheten uppgick till 247,1  invånare/ km².
Siikais kommun ingår i Norra Satakunta ekonomiska region.
Siikais kommuns språkliga status är enspråkig finsk.

## Historia
I historiska dokument omnämns Siikaistrakten första gången på 1630-talet.

## Siikais församling
Siikais grundades år 1772 som kapellförsamling under Sastmola pastorat, och fick egen kaplan 1773. Avskildes till eget pastorat år 1861.
Byar som har tillhört Siikais församling i äldre tider: Haapakoski, Hirvijärvi, Leppijärvi, Leväsjoki, Nauriskoski, Osara, Otamo, Petkele, Pyntäinen, Saarikoski, Sammi, Siikais (fi. Siikainen), Uusi-Samminmaja, Vanha-Samminmaja och Vuorijärvi.

## Styre och politik

### Mandatfördelning i Siikais kommun, valen 1976–2021
| 2 | 4 | 2 | 10 | 1 | 2 |

| 2 | 3 | 4 | 9 | 1 | 2 |

| 1 | 4 | 4 | 10 | 2 |

| 1 | 4 | 3 | 11 | 2 |

| 2 | 3 | 3 | 10 | 2 | 1 |

| 1 | 3 | 2 | 12 | 2 | 1 |

| 1 | 3 | 1 | 10 | 1 | 1 |

| 4 | 1 | 8 | 3 | 1 |

| 10 | 7 |

| 4 | 1 | 9 | 2 | 1 |

| 12 | 5 |

| 3 | 2 | 2 | 7 | 2 | 1 |

| 10 | 7 |

| 5 | 2 | 8 | 2 |

| 9 | 8 |

| 4 | 4 | 8 | 1 |

| 7 | 10 |

### Vänorter
Siikais kommun har följande två vänorter:
- Palamuse, Estland
- Roela, Estland

## Ekonomi och infrastruktur

### Näringsliv
Bland annat industrisektorn är solid i Siikais kommun. Bland företagen märks Satateräs Oy, TopKnit Oy, Sauplast Oy och Pakkalan Konepaja Oy.

### Utbildning
Här finns en finskspråkig enhetlig grundskola, Siikaisten yhtenäiskoulu (åk 1-9). Enhetsskolan är kommunens enda grundskola.

## Befolkningsutveckling
| Befolkningsutvecklingen i Siikais kommun 1975–2020                                                           | Befolkningsutvecklingen i Siikais kommun 1975–2020 | Befolkningsutvecklingen i Siikais kommun 1975–2020 | Befolkningsutvecklingen i Siikais kommun 1975–2020 | Befolkningsutvecklingen i Siikais kommun 1975–2020 |
| --- | -------------------------------------------------- | -------------------------------------------------- | -------------------------------------------------- | -------------------------------------------------- |
| |                                                    |                                                    |                                                    |                                                    |
| År |                                                    |                                                    | Folkmängd                                          |                                                    |
| 1975 | 1975                                               |                                                    | 2 760                                              |                                                    |
| 1980 | 1980                                               |                                                    | 2 557                                              |                                                    |
| 1985 | 1985                                               |                                                    | 2 449                                              |                                                    |
| 1990 | 1990                                               |                                                    | 2 351                                              |                                                    |
| 1995 | 1995                                               |                                                    | 2 188                                              |                                                    |
| 2000 | 2000                                               |                                                    | 1 947                                              |                                                    |
| 2005 | 2005                                               |                                                    | 1 800                                              |                                                    |
| 2010 | 2010                                               |                                                    | 1 654                                              |                                                    |
| 2015 | 2015                                               |                                                    | 1 527                                              |                                                    |
| 2020 | 2020                                               |                                                    | 1 385                                              |                                                    |
| Anm: Uppgifterna avser förhållandena den 31 december nämnda år enligt områdesindelningen den 1 januari 2022. |                                                    |                                                    |                                                    |                                                    |